# Hilmer Melin
Tore Hilmer Melin, född 28 juni 1892 i Skara, död 23 juni 1948 i Stockholm, var en svensk väg- och vattenbyggnadsingenjör.
Hilmer Melin var son till läroverksadjunkten Carl Theodor Melin. Efter studentexamen i Skara 1911 och examen vid Tekniska högskolan 1917 blev han löjtnant vid Väg- och vattenbyggnadskåren 1922, kapten där 1930 och major 1946. Melin tjänstgjorde bland annat som konstruktör vid AB Vattenbyggnadsbyrån, som ingenjör vid Stora Kopparbergs bergslags AB:s vattenkraftverksbyggnad vid Forshuvudforsen 1918–1920 samt som arbetschef vid Dalälvens regleringsförenings byggnadsarbeten 1920–1926, vid Tekniska byggnadsbyrån för Krångfors kraftverksbyggnad 1926–1928 och vid AB Vägförbättringar i Stockholm 1928–1942. Melin var VD vid AB Vägförbättringar 1942–1948. Han blev styrelseledamot i Svenska väg- och vattenbyggarnas arbetsgivarförening 1942, i Nordiska vägtekniska förbundets svenska avdelning 1942 och i Svenska byggnadsentreprenörsföreningen 1944. Melin företog ett flertal studieresor i Europa, bland annat till Tyskland och Schweiz 1928. Han publicerade ett flertal tidskriftsuppsatser, speciellt i vägfrågor.